# Appleseed
Der Manga Appleseed wurde ab 1985 von dem damals 25-jährigen Masamune Shirow gezeichnet und im japanischen Verlag Seishinsha veröffentlicht. Er gehört zum Genre der Science Fiction. Der Name stammt von der amerikanischen Folklore-Gestalt Johnny Appleseed.
Es gibt auch einen 70-minütigen Anime-Kinofilm von 1988 zur Manga-Serie, der aber eher im Action-Genre angesiedelt ist. Dieser wurde im Jahre 2004 erneut mit moderner Animationstechnologie (Cel Shading) als Dreiteiler neu verfilmt. Es bestehen leichte Änderungen in der Story vom Manga zu der Neuverfilmung.

## Handlung
Nach einem Krieg in der nahen Zukunft sind weite Landstriche der Erde entvölkert. In Nordamerika, wo die Geschichte spielt, konzentriert sich das Leben auf die futuristische Metropole Olympus. Die beiden Protagonisten Deunan Knute, eine ehemalige Polizistin, und Briareos Hecatonchires, ein Cyborg und Deunans Partner, gelangen nach Olympus, müssen aber feststellen, dass sie dort wie lange von der Zivilisation getrennte Außenseiter sind. Hinzu kommt der krasse Gegensatz vom vorherigen Leben der beiden in der sog. „Badside“ – einer vom langen Krieg gezeichneten und größtenteils verlassenen urbanen Landschaft – und dem (fast zu) idyllischen Leben in Olympus. Daneben entdecken die beiden, dass ein großer Teil der Bevölkerung in Olympus aus sogenannten „Bioroiden“ besteht: das sind genmodifizierte Menschen, die zu einem globalen Neuanfang nach dem langen Krieg beitragen sollen. Deunan und Briareos treten schon bald nach ihrem Eintreffen in Olympus in eine paramilitärische Polizeieinheit (S.W.A.T.; später: E.S.W.A.T.) ein, die auch geheime Spezialaufträge erledigt. Damit gelangen Deunan und Briareos endgültig in den Sog des technischen und gesellschaftlichen Experiments, das Olympus darstellt. 
Eine wichtige technologische Errungenschaft von Olympus sind die sog. Landmates oder Exos (gepanzerte Exoskelette). Deunan legt sich gleich zu Beginn des zweiten deutschen Bandes einen solchen Exos zu, der auch prompt seine erste Bewährungsprobe zu bestehen hat, als eine ebenfalls aus der Badside nach Olympus gekommene Gruppe mit schwerbewaffneten Exos den Zentralcomputer von Olympus zerstören will.
Die Geschichte ist auch in der japanischen Ausgabe nicht abgeschlossen, sie war auf 8–10 japanische Bände angelegt. Es ist offen, ob es eine Fortsetzung geben wird.

## Die deutsche Ausgabe
Die deutsche Ausgabe des Manga erschien als Tankōbon in erster Auflage im Jahr 1994 bei Feest Comics, zum Preis von je 16,80 DM. Das Format liegt zwischen DIN A4 und A5, jedes Buch umfasst etwa 100 Seiten.
Die insgesamt vier Bücher der japanischen Ausgabe verteilten sich damit in der deutschen Version auf neun Bände.

## Charaktere
- Deunan Knute (デュナン・ナッツ, Deunan Nattsu)

Geburtsjahr: 2105
Deunan Knute ist die Hauptfigur der Appleseed-Reihe. Sie ist von gemischter ethnischer Herkunft und hat grüne Augen und blonde Haare. Vor dem Krieg war sie eine Polizistin der SWAT-Einheit von Los Angeles. Ihr Partner, Freund und ehemaliger Liebhaber ist Briareos Hecatonecles, mit dem sie im Jahre 2127 nach Olympus zieht. Deunan ist eine Spezialistin, was den Umgang mit Waffen, Sprengstoff sowie den Nahkampf angeht, und ist eine überaus talentierte Pilotin. Sie ist trotz ihrer Qualitäten bei ihren Kollegen zwar akzeptiert, aber nicht beliebt, was an ihrer manchmal etwas rechthaberischen Art und mitunter feurigem Temperament liegt.
- Briareos Hecatonecles (ブリアレオス・ヘカトンケイレス, Buriareosu Hekatonkeiresu)

Geburtsjahr: 2096
Deunans Partner und Vertrauter, ein Cyborg, dessen Körper fast vollständig aus kybernetischen Gliedern und Implantaten besteht und mit speziellen Sensoren zum Kampfeinsatz ausgestattet ist. Laut einem Interview mit dem Autor in der Zeitschrift „B-CLUB“ sowie einer Abbildung im Appleseed Databook zufolge hatte Briareos vor seiner Modifikation dunkle Haut, was der Darstellung im Film widerspricht, in dem er als hellhäutig dargestellt wird.
Er arbeitete in seiner Jugend als Spion für den sowjetischen KGB, musste aber nach einem Attentat auf einen Offizier fliehen und arbeitete als Söldner. 2116 trifft er auf Deunan und tritt dem Team von Karl Knute, Deunans Vater, bei. Sechs Jahre später muss er sich nach einem Sprengstoffunfall seiner kybernetischen Modifikation unterziehen.
Während Briareos' Äußeres ihn wie einen Roboter erscheinen lässt, vereinigt sein Körper künstliche Haut- und Muskelfasern mit organischem Gewebe. Auch seine inneren Organe und sein Gehirn sind intakt. Letzteres wurde mit technischen Mitteln verbessert, was auch der Verarbeitung der durch seine neuen Sensoren gewonnenen Informationen dient.

## Kinofilm
Appleseed wurde 2004 von Shinji Aramaki neu verfilmt. Bei der Produktion dieser Neuauflage standen Produzent Fumihiko Sori bekannte Persönlichkeiten aus der Anime-Szene zur Seite. So wurde etwa für das Charakter-Design der Erschaffer der Final-Fantasy-Charaktere engagiert.
Der Film versucht hierbei, die damalige Mangaserie zu imitieren und Masamune Shirows Weltanschauung bestmöglich im Skript umzusetzen. Ermöglicht wurde die Herstellung des Films durch verschiedene moderne Techniken wie beispielsweise Motion Capturing, Face Capturing, Cel Shading und 3D-Animationen. Durch diese modernen Techniken entsteht eine besondere Atmosphäre, welche den Zuschauer – im Gegensatz zu den 2D-Animationen im Anime – näher an die Handlung und an die Charaktere heranbringen soll.
Im deutschen Sprachraum wurde der Film am 12. Dezember 2005 auf DVD veröffentlicht.
Am 11. März 2008 erschien der 2. Teil mit dem Titel Appleseed: Ex Machina in Deutschland als DVD und Blu-Ray-Disc. Darüber hinaus wurde 2006 eine 26-teilige Anime-Serie produziert. Ob und wann die Serie den Weg nach Deutschland findet, ist momentan noch unklar.
2011 entstand die Serie Appleseed XIII, welche von Universum Anime am 15. Juni 2012 in Deutschland auf DVD und Blu-ray veröffentlicht wurde.
In Deutschland erschien am 31. Juli 2014 der vierte Teil Appleseed – Alpha auf DVD und Blu-ray.